# Los juguetes
Los juguetes (en chino: 小玩意; en pinyin: Xiáo wǎnyì) o Little Toys es una película muda china de 1933 dirigida por Sun Yu.  Es una de las dos películas que Yu dirigió en 1933 (la otra fue Daybreak). La película fue protagonizada por la popular actriz Ruan Lingyu y estuvo producido por la compañía de producción izquierdista Lianhua Film Company.
Hoy la película disfruta de una reputación positiva y fue declarada una de las cien mejores películas de China en los Hong Kong Film Awards en 2005.

## Reparto
- Ruan Lingyu como Hermana Ye, un juguetera tradicional.
- Li Lili como Zhu'er.
- Yuan Congmei.

## Trama
La Hermana Ye vive en un pueblo rural, donde todo el mundo hace juguetes tradicionales. Se le considera la mente creativa detrás del nuevo inventario de juguetes, y todos los aldeanos la admiran. La tragedia llega cuando el esposo de la Hermana Ye muere de una misteriosa enfermedad, y mientras Ye está atendiéndole, su hijo es secuestrado y vendido a una señora rica en la ciudad de Shanghái. Poco después, el pueblo es destruido durante un combate entre señores de la guerra, forzando a los aldeanos a moverse a la ciudad, donde  continúan haciendo juguetes.
Diez años pasan, y la hija de Ye,  Zhu'er tiene ahora 17 años y se ha vuelto una juguetera como su madre.  La guerra ha destrozado a la nación, y los intentos de patriotismo de los aldeanos les han traído muertes tempranas. Así, mientras ayuda al ejército nacionalista, Zhu'er es dada de baja en un ataque efectuado por los japoneses.
En víspera del año Nuevo chino, la Hermana Ye vestida en harapos, continúa vendiendo juguetes en una calle transitada. Un chico joven le compra juguetes, y se trata de su hijo, a quien no reconoce.  Ye comienza entonces a desvariar y gritar, asustando las personas alrededor suyo, quienes la tratan como a una loca. Suplica a los ciudadanos en la calle Nanjing que luchen contra los japoneses, pues es su deber patriótico. Lentamente ellos comienzan a escucharla y darse cuenta de que lo que dice es verdad.

## Análisis
Realizada como reacción a la invasión japonesa, Los juguetes es un melodrama de guerra marxista, que contiene un fuerte sentimiento nacionalista con algunas influencias occidentales. El director Sun Yu se formó como cineasta en Estados Unidos. Las técnicas de montaje de Sun también sugieren la influencia de los cineastas soviéticos.
Fue una de las películas de la edad de oro del cine silente chino, que se produjo en parte por accidente debido a la lenta transición de China a las películas sonoras.

## Música
En 2003, el compositor singapurense Mark Chan, en un proyecto comisionado por el Hong Kong Arts Festival y Singapore Arts Festival, realizó una banda sonora para la película muda y se organizaron producciones en cada país, con música en vivo acompañando la proyección de Los juguetes. La producción se volvió a escenificar en Copenhague en 2005 y en el Festival Internacional de Artes de Shanghái en 2007. La partitura de Chan combina instrumentos occidentales, como el piano o el chelo, con instrumentos tradicionales chinos como el erhu y el gaohu. La producción en 2007 se realizó en la Sala de Conciertos de Shanghái el 2 de noviembre de 2007.